# EZ Streets
EZ Streets  è una serie televisiva statunitense in 9 episodi trasmessi per la prima volta nel corso di una sola stagione dal 1996 al 1997.
È una serie poliziesca drammatica incentrata sulle vicende criminali e sulle connessioni tra la criminalità e la vita politica in una città statunitense situata vicino al confine canadese.

## Personaggi e interpreti
- Detective Cameron Quinn (9 episodi, 1996-1997), interpretato da Ken Olin.
- Jimmy Murtha (9 episodi, 1996-1997), interpretato da Joe Pantoliano.
- Danny Rooney (9 episodi, 1996-1997), interpretato da Jason Gedrick.
- Elli Rooney (9 episodi, 1996-1997), interpretata da Sarah Trigger.
- Detective Frank Collero (9 episodi, 1996-1997), interpretato da Richard Portnow.
- Capitano Geary (9 episodi, 1996-1997), interpretato da John Finn.
- Mickey Kinnear (9 episodi, 1996-1997), interpretato da Mike Starr.
- Michael 'Fivers' Dugan (9 episodi, 1996-1997), interpretato da R.D. Call.
- Theresa Conners (9 episodi, 1996-1997), interpretata da Debrah Farentino.
- Bobby (8 episodi, 1996-1997), interpretato da Robert Spillane.
- Sindaco Christian Davidson (7 episodi, 1996-1997), interpretato da Carl Lumbly.
- Bo (6 episodi, 1996-1997), interpretato da John Saint Ryan.
- Carl (5 episodi, 1997), interpretato da Gregg Henry.
- Sammy Feathers (5 episodi, 1996-1997), interpretato da Saverio Guerra.
- Fat Man (5 episodi, 1997), interpretato da Louis Lombardi.
- Shirt (5 episodi, 1996-1997), interpretato da Andrew Rothenberg.
- Glenn (5 episodi, 1996-1997), interpretato da Glenn Taranto.
- Paddy (5 episodi, 1996-1997), interpretato da Ian Paul Cassidy.
- Janie Rooney (5 episodi, 1996-1997), interpretata da Courtney Jacquin.
- Leo (4 episodi, 1996-1997), interpretato da Jack McGee.
- Madre di Quinn (4 episodi, 1996-1997), interpretata da Rosemary Murphy.
- Andre 'Frenchie' Desormeaux (3 episodi, 1996-1997), interpretato da Andrew Divoff.
- Kinnear (3 episodi, 1996-1997), interpretato da John F. O'Donohue.

## Produzione
La serie, ideata da Paul Haggis, fu prodotta da Paul Haggis Productions e girata a Chicago e a Detroit. Le musiche furono composte da David Goldblatt, Ken Kugler e Mark Isham.

### Registi
Tra i registi sono accreditati:
- Paul Haggis in un episodio (1996)
- Ken Olin in un episodio (1996)
- Anita W. Addison in un episodio (1997)
- George Bloomfield in un episodio (1997)
- Donna Deitch in un episodio (1997)
- Michael Fields in un episodio (1997)
- Peter Markle in un episodio (1997)
- James Quinn in un episodio (1997)
- Randall Zisk in un episodio (1997)

### Sceneggiatori
Tra gli sceneggiatori sono accreditati:
- Paul Haggis in 9 episodi (1996-1997)
- David Black in 3 episodi (1996-1997)
- Robert Moresco in 2 episodi (1997)

## Distribuzione
La serie fu trasmessa negli Stati Uniti dal 27 ottobre 1996 al 2 aprile 1997  sulla rete televisiva CBS. In Italia è stata trasmessa nel 1997 su Rete 4 con il titolo EZ Streets.
Alcune delle uscite internazionali sono state:
- negli Stati Uniti il 27 ottobre 1996 (EZ Streets)
- in Finlandia il 10 maggio 1997
- nel Regno Unito il 21 novembre 1997
- in Svezia il 1º maggio 1999
- in Francia il 20 ottobre 2001 (EZ Streets)
- in Italia (EZ Streets)

## Episodi
| Stagione       | Episodi | Prima TV USA |
| -------------- | ------- | ------------ |
| Prima stagione | 9       | 1996-1997    |